# 拉萨历史
拉萨是藏區的政治、文化、经济中心，現為中華人民共和國西藏自治區首府。拉萨處海拔3,650米，拉萨河流经此地，在南郊注入雅鲁藏布江。拉萨气候适宜，藏族先民在新石器时代开始就在此发展出丰富的文化。吐蕃帝国时期，拉萨曾作为都城。近现代以来，拉萨成为西藏各种社会政治斗争的中心。

## 上古
据考古学家证明，远在4000多年前的新石器时代晚期，拉萨地区就已形成比较稳定的定居点——曲贡村遗址。该遗址位于拉萨市北郊，南距市区仅5公里，主要分布在曲贡村和西藏军区总医院北面的山坡下端。遗址范围东西约150米，南北约30米，总面积近5000平方米。遗址中发现窖穴、灰坑，还出土双肩石铲、石磨盘，表明这里曾经是从事农业生产的古代拉萨人的重要定居地之一。陶片和磨制石器、玉器等，说明当时已有专门技术；少量网坠、骨骸以及灰坑中出土的大量兽骨，说明当时已有了一定程度的劳动分工。曲贡村遗址大约处在占代村落的阶段，为后来拉萨城的诞生奠定了一定的基础。

## 中古
六世纪后半叶，松赞干布的祖父达布聂塞在今山南雅隆河流域一带发展为一股强大的势力，与此同时，在拉萨河流域墨竹工卡的止贡一带，亦有以达甲沃为首的—支势力，拉萨北部的澎波又有以赤邦松为首的一支势力。由于达甲沃的暴政不得人心，最终被赤邦松打败，赤邦松控制了整个拉萨河流域。
约六世纪末七世纪韧，崛起于山南—带的雅隆部落，势力扩张到拉萨北部。松赞干布的父亲囊日伦赞统治时，在娘、韦、嫩等家族的配合下，攻入赤邦松的堡寨，占领了拉萨地区。此后不久，松赞干布继位。松赞干布是西藏历史上的著名人物，被称作“骁勇多英略”，在拉萨城的历史上亦很有地位。为了巩固和发展新建立起来的政权，避开以前地方上的各种的贵族豪酋势力的干扰，他决定将根据地从山南移到拉萨。约633年，松赞干布在拉萨建立了强大的吐蕃帝国。
迁都前的拉萨是一片沼泽荒芜；松赞干布迁都以后，造宫堡，修河道，建寺院，奠定了拉萨城市雏形。大昭寺就是这一时期建造的。据传说建寺期间有山羊负土填湖。藏语中羊叫“惹”，土为“萨”，大昭寺建成后就叫做“惹萨”。由于大昭寺是最早的建筑，人们便以‘惹萨”作为以大昭寺为中心的城市名。汉文史籍把‘惹萨”一般译为“逻婆“、“逻些”。随着佛教的兴盛，人们把这个城市视作圣地、“拉萨”的名字就是这时出现并沿用至今。
松赞干布曾向唐太宗请求和亲被拒绝，在派军队入侵唐帝国后，唐太宗终于答应将文成公主嫁给他。今日的拉萨仍有相关古迹，他们的许多塑像被供奉在各个寺庙。822年，唐朝使臣刘元鼎等入藏，与吐蕃僧相钵阐布、大相尚绮心儿会盟于拉萨东郊，在大昭寺刻了石碑。
松赞干布之后的历代赞普扩建拉萨，使之日趋完善。公元8世纪赤德祖赞弘扬佛法，在拉萨等地修建了许多寺院。赤松德赞继位后，进一步禁苯兴佛，巩固佛教的地位，维修和扩建拉萨大昭寺。同时在帕邦卡和扎叶巴等地建造不少修道处，并给寺院分配子户。随着吐善领土的扩张和对外交流的发展，商业活动渐渐频繁，形成了某些重要的商业聚集点，拉萨作为都城所在地，自然也就成为重要的商品集散地之一，在整个吐善贸易中占有重要地位。赤松德赞时还在拉萨南郊的热马岗修筑了杰德噶琼寺，在拉萨西南吉曲河东岸修建了温江岛宫。
赤松德赞逝世后，热巴巾赞普(约815—838年在位)继续把拉萨视作弘扬佛法的中心。在他的全力支持下，完成了大昭寺四周佛殿的扩建，即东西两处的噶鹿和木鹿佛殿(今只存木废殿)；南部兴建了噶瓦和噶巴沃两个佛殿；西部建了止康和正康塔马二殿。在拉萨西南桑浦河谷外，吉曲河东岸的俄样多之地新建了一座名叫柏麦扎西格培的大寺院。
八世纪末叶，吐蕃社会持续动荡，在拉萨及周边地区先后发生了朗达玛灭佛和臣民大反叛的重大事件。赞普朗达玛在838年继位后，采取和他的前任赞普全然不同的政策，下令封闭吐蕃境内全部佛寺，强迫所有僧侣还俗，焚毁一切佛教经典 。这些措施激起了在吐蕃社会势力庞大的佛教组织的强烈反对，842年，朗达玛在大昭寺被僧人贝吉多吉刺杀，从此，强大一时的吐蕃帝国濒临崩溃。
857年，吐蕃邦金洛平民发动起义，同时以拉萨为中心的卫如地区两大家族卢氏和巴氏因为利益关系发生严重冲突，发生了长期的战争。起义军利用他们火并的时机，侵入吐蕃帝国的中心地带。平民起义持续了长达几十年的时间，吐蕃社会终于在起义风暴中彻底瓦解。此后数百年，吐蕃分裂为许多部，拉萨的地位急剧下降，许多历史建筑毁于战乱。

## 近古
分裂割据的后期，拉萨地区多次发生鲁悔、巴、惹、征四集团间的战争。1160年，在拉萨、雅隆澎波一带，四集团互相攻杀。连续不断的战争，不但给拉萨地区藏民的生命财产和农牧业生产带来很大危害，还烧毁了大昭寺、小昭寺的一部分，损失严重。此后不久蔡巴喝举于拉萨一带崛起，逐步取代了其它地方势力在拉萨的地位。
蔡巴喝举由于有背后的噶氏家族支持，因而它既是西藏佛教后期影响很大的教派，又是影响极强的地方势力，一度称雄于拉萨—带。1239年，蔡巴噶举派派使臣到蒙古地区展开外交，忽必烈赐蔡巴庄园属民3700户。13世纪中叶，元朝划分卫藏十干万户，蔡巴被归为3个万户之一。蔡巴万户作为拉萨一代的重要势力，在拉萨发展的历史中起过重大作用，也有过不少建树。它不但建有蔡巴寺、贡唐寺，而且蔡巴噶举的创始人向·尊珠扎巴、他的门徒和历代蔡巴万户长还长期悉心管理着大昭寺，并多次对大昭寺进行整修。还曾组织力量疏通水道、加固河堤，一度使城市得以复兴。
1409年，著名的黄教始祖宗喀巴在拉萨创立了第一次祈愿大法会。同年他在拉萨以东的旺古山上兴建了格鲁派的第一座大寺院——甘丹寺，黄教寺院得到发展。1416年，宗喀巴的弟子降央曲吉·扎西贝丹在大贵族柳梧·南喀桑布的资助下，在拉萨西郊约10公里外的地方修建了哲蚌寺，1419年，宗喀巴的另一个弟子降青曲吉在拉萨北郊修建了色拉寺。
格鲁派以这三座大寺为基地，不断壮大自己的势力。大约16世纪初，宗喀巴大弟子吉尊·喜绕憎格专门研习密宗，在拉萨建立了密宗学院即下密院。后来贡嘎顿珠又在密宗学院的上部另建了上密院，形成著名的上、下密院。在以后的一段时期内，喜绕僧格还先后在色拉寺山上的色拉群丹处、蔡公堂，达孜县的德钦桑昂卡尔，墨竹工卡县的吉米次和彭波竹结等拉萨郊区继续修建了一些类似的寺院。从此，拉萨佛教兴盛不已。
17世纪中叶，五世达赖喇嘛阿旺·罗桑嘉措受清朝皇帝册封，在蒙古固始汗的武力扶植下，建立起甘丹颇章地方政权，并把首府建在拉萨，拉萨再度作为西藏的政治权力中心而复兴和繁荣起来。
五世达颇为了巩固已获得的政教合一的统治，扩大格鲁派的影响，从1645年开始重建布达拉宫：由第巴索朗热登主持，向全藏区宣布复修布达拉宫的差役令，动员全藏各地的人力、物力和财力，大兴土木，清朝皇帝专门派了114名汉族和满族工匠进藏参加此项工程，尼泊尔也派了一些工匠援助。经过三年多的时间，于1648年建成白宫，五世达赖便从哲蚌寺移居布达拉宫。1682年五世达赖死后，“又有代办事务之桑结嘉木磋，修立寨”，1693年整个宫殿竣工，是年藏历四月二十日，拉萨城里举行了隆重的布达拉宫落成典礼，并于官前立一无字碑纪念。
五世达赖和第司·桑结嘉措还对拉萨城里的一些著名寺院进行了较大规模的维修和扩建。尤其是大昭寺的改造和扩建对拉萨城而的复兴产生了重大影响。他们将大昭寺的神殿底部两层及后世扩建的三层所有住房全部改成佛殿，  —楼由7个佛殿增加到18个，二楼也增加到十多个佛殿，加上三楼的扩建，佛殿总数比吐蕃时期多了几倍。同时，在大昭寺的顶部增建了4个角楼佛殿，增添了部分金顶，并为房顶四周的桂柳墙镶嵌了金铜。
公元17世纪，西藏政权的统一，促进了社会的相对稳定和经济发展，同时促进了拉萨城的发展。以大昭寺为中心形成的八廓衔两旁陆续建起了一大批政府僧俗官员的官府，还有旅馆、商店、民房等建筑。这样，拉萨市区以大昭寺为中心向四面延伸，不断扩大，西至琉璃桥，东至清真寺，南至日松贡布(现七一农机厂)，北到木鹿寺(现话剧团)，居民也随之增加，到清代嘉庆年间。拉萨市居民已有5000余户、上万人口。
1727年，清廷在拉萨正式设立驻藏大臣衙门，并派遣办事大臣和帮办大医二人常驻拉萨，督办西藏事务。据文献记载，最初的驻藏大臣衙门设在大昭寺东北，后来在珠尔墨特那木扎勒叛乱中，衙门行署被焚毁。动乱平息后，在拉萨城南鲁布大门西部建筑了新的大臣衙门。从乾隆时期形成的作品《拉萨画卷》可以看出，衙门行署有两座院落，前院东西开门，门前四根旗杆，挂有黄色旗帜。门楼为歇山顶。院落里的建筑皆为汉族建筑形式，为拉萨市增添一座不同风格的特殊建筑。
1788年和1791年，尼泊尔境内的廓尔喀族先后两次入侵西藏，清政府曾派大将军福康安入藏，驱走了廓尔喀军队，于1793年在布达拉宫以西约里许的巴玛日小山岗上(又称磨盘山)建一座关帝庙(藏民误称格萨尔拉康)。
自从拉萨建立甘丹颇章政权，古城拉萨再度成为西藏的政治、经济和文化中心之后，越来越多的西藏贵族为了追求
豪华舒适的生活。离开世代居住的庄园，移居拉萨。其中包括历代达赖的家人和亲属，他们在城里修建公馆，而且在拉萨河沿岸及四郊兴建起不少风景优美的林卡别墅，这些宫殿和林卡分市于八廓街周围和拉萨城的东南西北四郊。其中位于市达拉宫四面约2公里处的罗布林卡是七世达赖之后历代达赖的夏宫，始建于18世纪50年代，后经每世达赖不同程度的扩建，逐渐形成占地360万平方米，拥有大小房间400多套的著名大园林。
7世纪以后，藏区各地的商人和中国内地汉、回等各族商人到拉萨经商，也有的不丹、锡金、尼泊尔、印度等国的商人来到拉萨经商定居，使拉萨逐渐变成了一个有一定规模的国际市场和全藏区的重要商贸中心。四川召啸和青海等地的回族商人、康巴商人以及一些外国商人，每年12月至来年3月抵拉萨，卸货交易，收购当地的土特产和手工业产品，促进了拉萨城里手工业和商业的发展。但城市与农村、城市统治阶级与农村农民之间的对立关系阻碍了农村人口向城市的流动和大量人口城市化的发展，使拉萨城一直作为行政和宗教的中心而存在，商品经济发展缓慢。经过几百年的发展，已有大规模的建筑和集中的财富，并聚集着宗教、哲学、文学、艺术等方面的人才，但它始终没有发展成以现代工业和商业为中心的生产性城市。

## 近代
1890年，中国同英国签订《中英会议藏印条约》，1904年，拉萨遭到英国入侵。1924年，一些亲英军官试图政变，被告发，十三世达赖罢免了为首的藏军总司令擦绒。

## 中华人民共和国时期
解放军进藏初期，拉萨地区经济落后，交通，物资，资金和技术力量都不发达。中央人民政府从内地派了一批批工人、教师、医生、工程技术人员进藏，修建了电站、医院、学校、邮电、银行、办公楼、住宅等建筑。1954年12月川藏公路(2416公里)和青藏公路(2100公里)在拉萨会合通车，改善了物资运输问题，结束了长期以来近乎与世隔绝的局面。中央派出西北、西南医疗队和中央民族卫生工作大队进藏，并于1952年建成了拉萨人民医院(西藏自治区人民医院的前身)，1957年新建门诊楼，改变了拉萨缺医少药的局面。
1952-1953年，西藏军区干校学员在仲吉林年、孜仲林卡、帕拉林卡修建学校。这是后来西藏大学的雏形。1952年初，中共西藏工委与驻藏部队决定筹建拉萨小学，经筹备于1952年8月正式建立，达赖喇嘛的副经师赤江·洛桑益西任第一校长。1956年9月1日建立了拉萨中学，招收新生200多人，达赖喇嘛任名誉校长。
1955午冬天，从市内大昭寺通往西郊罗布林卡的碎石马路修成，路边形成了新市区。1956年12月，拉萨复修了装机容量660千瓦的夺底沟水电站，接着又建成了拉萨东郊纳金水电站，初步满足了拉萨市用电要求。1959年民主改革前的8年间建设的地方工程还有拉萨水电站、拉萨制氧厂、拉萨铁工厂、拉萨汽车修配厂、西藏军区汽车修配厂等。
1964年区、市两级人民政府组成了市政建设指挥部，在一年内突击修筑了布达拉宫周围的6条主要道路，即宇拓路（当时称“人民路”）、康昂东路、娘热南路、金珠东路、朵森格南路、北京西路。与此同时，西藏革命展览馆、西藏劳动人民文化宫等建成。西藏自治区第一届人民代表大会第一次会议在西藏劳动人民文化官召开。当时还首次修筑了两公里的排水管沟。长达536米的钢筋混凝土拉萨大桥建成，拉萨贡嘎机场也建成通航。到1965年底拉萨的城市道路骨架已初步形成，拉萨新城从此初具规模，新城区比老城扩大了3倍。